# Jean de Tella
Jean de Tella, ou Jean bar Qursos, né à Callinicum en 482 ou 483, mort à Antioche le 6 février 538, est un religieux chrétien syrien de tendance monophysite, qui siégea comme évêque de Tella d-Mawzlat, près d'Édesse, de 519 à 521.

## Biographie
Sa vie a été racontée par un de ses disciples nommé Élie, dont le texte a été conservé dans trois manuscrits : deux de la British Library (Ms. Add. 12 174 et Ms. 14 622) et un de Berlin (Ms. Sachau 321). D'autre part, il est également l'objet d'une des Vies des saints orientaux de Jean d'Éphèse (§ 24).
Il était d'une famille de notables de Callinicum et perdit son père à l'âge de deux ans et demi. Élevé avec soin par une mère très pieuse et par ses grands-parents, à vingt ans il entra dans les services du gouverneur de la ville, et sa mère le fiança, espérant le voir mener une brillante carrière profane. Attiré par la vie religieuse, il résista à ses desseins. Visitant les reclus de la région, et influencé par la lecture des Actes de Paul et Thècle, à vingt-cinq ans il reçut la tonsure au monastère Mor Zakhay, près de la ville, malgré les pleurs de sa mère.
En 519, après la mort de l'empereur Anastase et alors que le monophysisme était redevenu illégal et objet de persécution, il fut élu évêque de Tella par le synode de la province d'Édesse, et convaincu d'accepter cette élection par Jacques de Saroug, alors évêque de Batnæ. Il proclama aussitôt son rejet total du concile de Chalcédoine, se fit apporter les diptyques de son diocèse et en raya solennellement le nom de son prédécesseur Sophrone, qui avait pris part au concile maudit (et qui était de plus un cousin d'Ibas d'Édesse), et les noms de tous ceux qui en avaient admis les décrets. Certains, dans l'assemblée, firent observer que cet éclat était peu opportun, mais il les rembarra avec véhémence.
En 519, l'administration de Justin Ier n'imposait pas encore l'adhésion à Chalcédoine à l'est de l'Euphrate, mais ce fut bientôt le cas : en 521, Jean préféra quitter son évêché plutôt que de signer la profession de foi qu'on avait fini par exiger des évêques de la province d'Édesse. Ce fut aussi l'attitude d'une douzaine de ses collègues dans toute la région. Ils se réfugièrent dans des monastères, et Jean retourna d'abord un temps à Mor Zakhay, avant d'en être chassé.
Jean de Tella se rattachait à la mouvance de Sévère d'Antioche, qui s'était réfugié en Égypte après sa déposition en 518, et avec lequel il était en contact épistolaire. Il combattit d'ailleurs aussi la tendance rivale qui apparut alors parmi les monophysites, celle de Julien d'Halicarnasse. Les monophysites « sévériens » se constituèrent en une Église clandestine dans toute la Syrie et la Cappadoce, mais les évêques qui en étaient se refusaient, malgré la pression de certains de leurs fidèles, à franchir la ligne rouge qui consistait à ordonner un clergé schismatique, ce qui aurait déchaîné la répression. Ils le refusèrent formellement lors d'un concile clandestin, mais Jean, toujours intransigeant, leur reprocha leur timidité et se lança seul dans l'aventure de l'ordination de prêtres et de diacres séparés de l'Église officielle, mettant en place un réseau clandestin où l'on devait se présenter avec une lettre de recommandation et faire l'objet d'une enquête pour être reçu. En 529, il ordonna notamment diacre le jeune moine Jean d'Éphèse, avec, selon celui-ci, soixante-dix candidats retenus de la région d'Amida.
En 531, l'empereur Justinien et sa femme Théodora, laquelle passait pour favorable aux monophysites, décidèrent de faire venir des représentants de la dissidence, munis de sauf-conduits, à Constantinople, et d'ouvrir des discussions pour obtenir leur ralliement. Jean de Tella, avec huit autres évêques syriens dissidents (dont Thomas de Dara, Serge de Cyr, Marion de Sura), fut de ces négociations. Son biographe et disciple Élie présente celles-ci comme une tentative de soudoiement, notamment de la part de l'impératrice, et ne fait d'ailleurs pas de différence entre cette dernière et l'empereur. Ces pourparlers n'eurent aucun résultat.
En 536, le patriarche Éphrem d'Antioche, ancien haut fonctionnaire civil, obtint de l'empereur une armée, à la tête de laquelle il se mit, pour en finir par la force brute avec la dissidence monophysite dans tout l'est de sa province. Jean de Tella, considéré comme son chef le plus dangereux, était alors réfugié en territoire perse, dans les neiges du mont Sindjar, pour la troisième fois précise Élie. Éphrem s'entendit avec le marzban de Nisibe, nommé Mihrdaden, pour organiser une opération sur le mont et y rafler Jean et ses disciples. Ceux-ci furent trahis, paraît-il, par un moine de la mouvance de Julien d'Halicarnasse, qui indiqua aux soldats l'endroit où ils habitaient (1er février 537). Jean fut détenu à Nisibe pendant trente jours, accusé d'être entré illégalement sur le territoire perse, et il fut livré aux Byzantins dans la forteresse frontalière de Dara.
Il fut conduit à Resh ‘Ayna (actuel Ra’s al-‘Ayn) où le patriarche Éphrem devait arriver avec son armée. On y fit pression sur lui pour qu'il capitule, et on répandit d'ailleurs faussement le bruit qu'il l'avait fait. Il fut ensuite conduit à Antioche et enfermé avec d'autres dans le monastère dit du comte Manassès. Il fut confié, paraît-il, à des gardiens fort grossiers, et Jean d'Éphèse, notamment, décrit ses derniers mois comme un martyre. Il mourut dans ce monastère au bout de dix mois et sept jours, sans avoir renié ses convictions.
Premier organisateur, avant Jacques Baradée, d'une Église syrienne monophysite séparée de l'Église byzantine officielle, il a laissé des textes doctrinaux et disciplinaires transmis en syriaque.

## Éditions
- Karl Kuberczyk (éd.), Canones Iohannis bar Cursus, Tellæ Mauzlatæ episcopi, e codicibus Syriaci Parisino et quattuor Londiniensibus editi, Leipzig, W. Drugulin, 1901.
- Vincenzo Poggi et Gregorios Yohanna Ibrahim (éd.), « Il commento al Trisagio di Giovanni bar Qūrsūs » (texte syriaque et traduction italienne), Orientalia Christiana Periodica, vol. 52, 1986, p. 202-210.
- Volker-Lorenz Menze et Kutlu Akalin (éd.), John of Tella's Profession of Faith : The Legacy of a Sixth-Century Syrian Orthodox Bishop, Texts from Christian Late Antiquity 25, Piscataway NJ, Gorgias Press, 2009.

## Liens
- Notices dans des dictionnaires ou encyclopédies généralistes :   - Britannica
  - Deutsche Biographie
- Notices d'autorité :   - VIAF
  - ISNI
  - IdRef
  - LCCN
  - GND
  - Belgique
  - Pays-Bas
  - WorldCat